# Marius Borgeaud

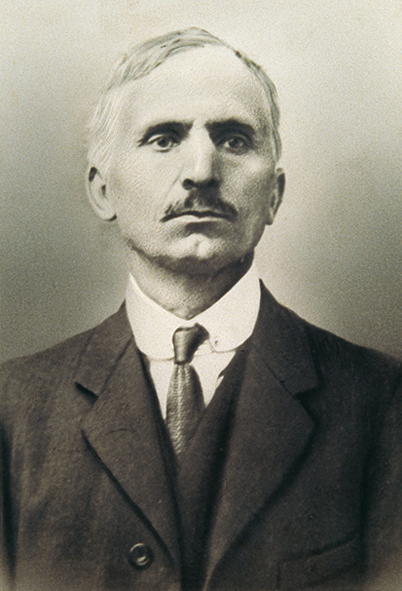
Marius Borgeaud

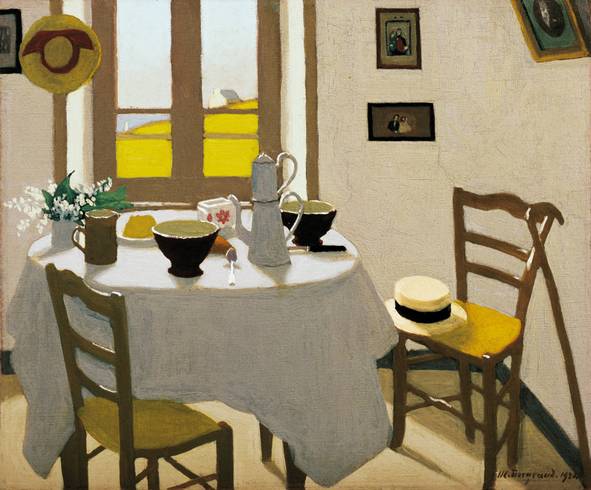
Das weisse Zimmer, 1924, Öl auf Leinwand, 54 × 65 cm, Nr. 113, Privatsammlung

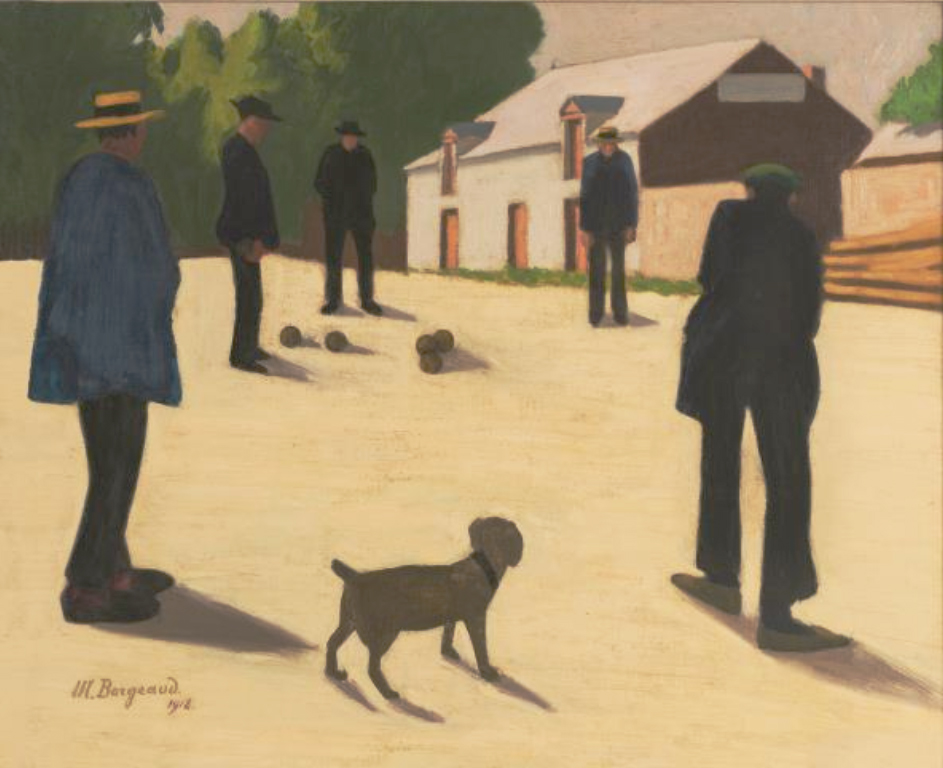
Les joueurs de boules, 1918, Öl auf Leinwand, 63 × 81 cm, Musée d’art de Pully

Marius Etienne François Borgeaud (* 21. September 1861 in Lausanne; † 16. Juli 1924 in Paris) war ein Schweizer Maler.

## Leben
Marius Borgeaud wurde in eine grossbürgerliche Familie geboren. Sein Vater Charles Eugène Louis Borgeaud (1825–1889) lebte als Privatier. Seine Mutter war Suzanne Anna Borgeaud, geborene De Trey. Mit dem Maler Félix Vallotton und dessen Bruder, seinem Schulkameraden und zukünftigen Kunsthändler Paul Vallotton, war Bougeaud entfernt verwandt. Die Familie stammte aus Pully. Ab 1874 wuchs er in einem Lausanner Stadthaus an der Avenue de Rumine 2 (heute Nr. 3) auf, das seinem Vater gehörte. Er hatte einen älteren Bruder, den späteren Arzt Eugène François Louis Borgeaud (1855–1939), und eine jüngere Schwester, Louise Marie Emma Borgeaud (1864–1906), beide heirateten später in die einflussreiche lokale Bourgeoise.
Über die Jugendjahre des Künstlers gibt es widersprüchliche Angaben. Borgeaud besuchte die Industrieschule an der Place de la Riponne in Lausanne. Um 1873 oder 1882 machte er eine wohl nicht abgeschlossene kaufmännische Lehre bei einer Bank in Marseille. Kurzzeitig lebte er bei seinem Cousin Paul Borgeaud in Algier, der dort als Konsul und Geschäftsmann tätig war. 1889 starb sein Vater. Dank des erhaltenen Erbes konnte Borgeaud in Paris zehn Jahre lang sorgenlos und ziemlich ungesund und verschwenderisch leben. Er wurde darauf unter die Vormundschaft seines Cousins Auguste Regamey gestellt. Nach einem Kuraufenthalt um 1900 am Bodensee kehrte Borgeaud nach Paris zurück und beschloss, Maler zu werden. Von 1901 bis 1903 besuchte er die Malschulen von Fernand Cormon und Ferdinand Humbert. Die Schweizer Künstlerkolonie war zahlreich, und zu ihren Mitgliedern gehörte auch Félix Vallotton. Borgeaud trat 1906 der Pariser Sektion der Vereinigung Schweizer Maler und Architekten bei. Mit Edouard Morerod und Francis Picabia suchte er Motive bei Aufenthalten auf dem Land. In Paris lebte er im 9. Arrondissement, Cité Condorcet 9.
Seine frühen Werke waren vom Impressionismus beeinflusst. In den Sommermonaten besuchte er 1904, 1905, 1907 und 1908 Moret-sur-Loing im Département Seine-et-Marne, um Landschaftsbilder zu malen. Um 1908 endete der Einfluss des Impressionismus. Borgeaud begann realistische Bilder von Innenräumen zu malen. Sein Stil bejahte die volkstümliche Naive Kunst. Gleichzeitig entdeckte er die Bretagne und machte sie zum Hauptgegenstand seines späteren Werks. Nach einem Aufenthalt in Pont-Aven und Locquirec im Jahr 1908 ließ sich Borgeaud 1909 in Rochefort-en-Terre im Département Morbihan nieder. Eine Freundschaft verband ihn dort mit dem Apotheker Ernest Houal. Die Wintermonate verbrachte er in Paris. Die in der Bretagne entstandenen Innenansichten vom Rathaus und von der örtlichen Apotheke brachten ihm auf dem Salon des Indépendants in Paris einen großen Erfolg. Die Monate Oktober und November 1913 verbrachte in Sevilla, doch der Ausbruch des 1. Weltkriegs veranlasste ihn zu einer vorübergehenden Rückkehr in die Schweiz. Im März 1915 war Borgeaud erneut in Paris und wenig später wieder in der Bretagne. Kunstkritiker wie André Salmon, Louis Vauxcelles, Adolphe Tabarant und André Warnod äußerten sich zunehmend positiv über sein Werk. Der französische Staat erwarb darauf einige seiner Arbeiten. Zu den Kunstinstitutionen in seiner Herkunftsstadt Lausanne blieb Borgeaud auf Distanz.
Borgeaud lernte in Rochefort-en-Terre die 1889 geborene Madeleine Aimée Céline Gascoin, genannt Mado, kennen und heiratete sie 1923. Die junge Frau stammte aus Nantes. Mit ihr erschienenen erstmals auch weibliche Elemente in seinem Werk. Er schloss sich der Künstlerkolonie im Dorf Le Faouët an und blieb dort zwischen Anfang 1920 und Ende 1922. Später zog er nach Audierne, der letzten Etappe seiner Wanderung durch die Bretagne. Gesundheitliche Probleme überraschten ihn dort 1924. Er kehrte nach Paris zurück, wo er am 16. Juli im Beisein seiner Frau und seines Arztes und Sammlers Dr. Victor Doiteau in seiner Wohnung in der Rue Lamarck 43 starb. Seine letzte Ruhe fand er auf dem Cimetière des Batignolles. Die Grabrede hielt Adolphe Tabarant. Im selben Jahr zeigt der Herbstsalon 18 Werke von Borgeaud in einer ersten Retrospektive.

## Film
- Stéphane Riethauser, Marie-Catherine Theiler: Le temps suspendu – Sur les traces de Marius Borgeaud. DVD. Schweiz, 2007.[5]